# أدريان جتسويا
أدريان جتسويا (بالرومانية: Adrian Gutoaia)‏ مواليد 10 مارس 1990 في غالاتس، هو لاعب كرة سلة روماني. بدأ مسيرته الاحترافية في سنة 2008. يحمل الرقم 44. يبلغ طوله 6 قدم 6 بوصة (2.0 م). لعب مع سي إس يو بلويشت في موسم 2013–2014، ثم لعب مع نادي أوراديا لكرة السلة في موسم 2014–2015.

## روابط خارجية
- أدريان جتسويا على موقع الاتحاد الدولي لكرة السلة (الإنجليزية)
- أدريان جتسويا على موقع الدوري الأوروبي لكرة السلة (الإنجليزية)
- أدريان جتسويا على موقع كرة السلة الأوروبية.كوم (الإنجليزية)
- أدريان جتسويا على موقع ريلجم (الإنجليزية)
- أدريان جتسويا على موقع بروبوليرز (الإنجليزية)
- أدريان جتسويا على موقع سبورتس رفرنس (الإنجليزية)